# Security Module Card

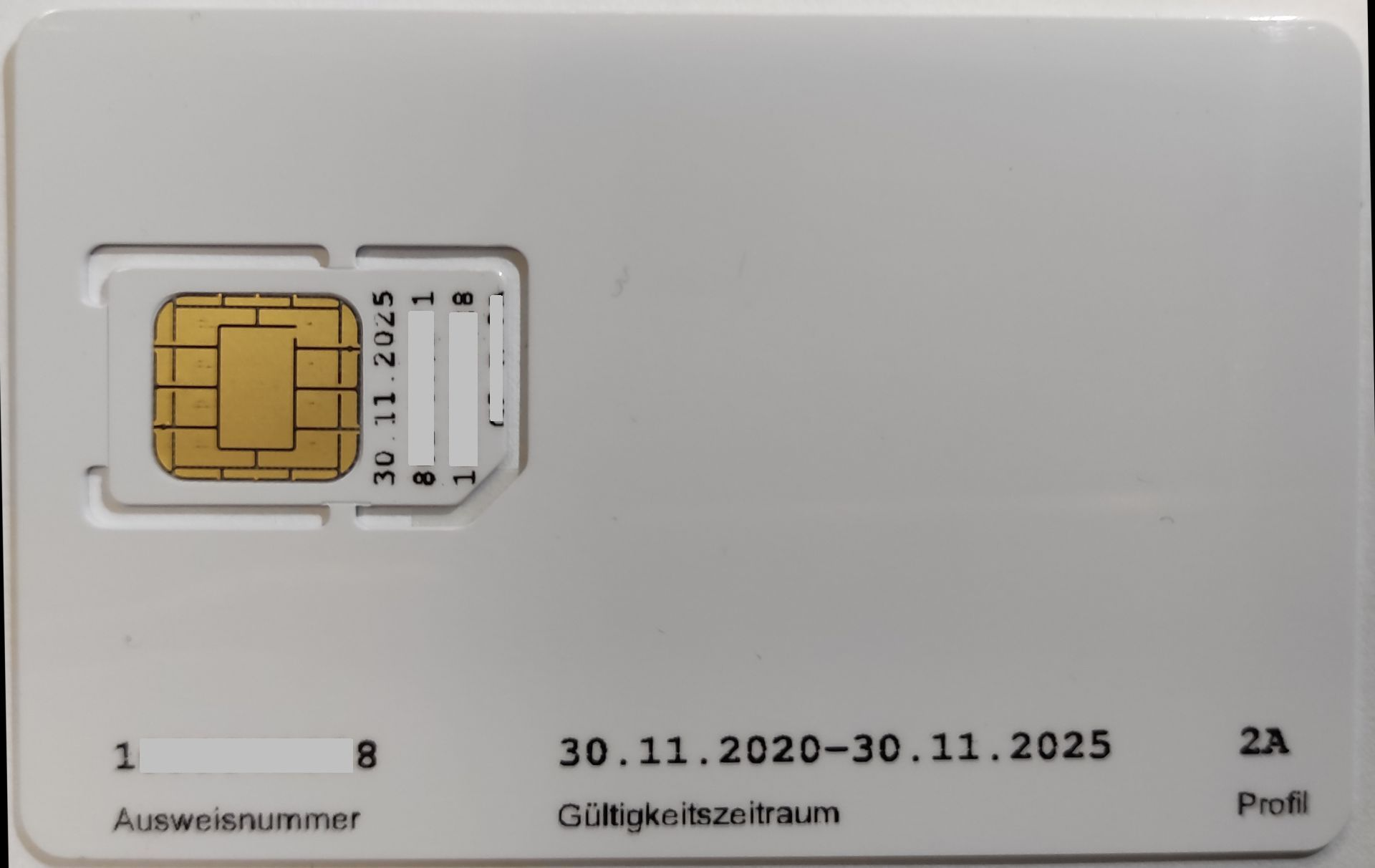
SMC-B-Karte

Die Security Module Card ist eine Chipeinheit in Scheckkartenformat (Smartcard), die die Teilnahme an der Telematikinfrastruktur (TI) im deutschen Gesundheitswesen ermöglicht.
Allgemein wird für den Zugriff auf das Gesundheitsnetzwerk (Telematikinfrastruktur) eine SMC Typ B in Kombination mit einem Konnektor benötigt. Hierüber wird die Institution identifiziert und authentifiziert sowie die Kommunikation verschlüsselt.

## Kartentypen
Die SMC gab es in zwei verschiedenen Ausprägungen:
1. Typ A enthält nur die Schlüssel um auf eine Gesundheitskarte zuzugreifen, sowie Mechanismen um eine gesicherte Verbindung zwischen einem Heilberufeausweis (HPC) und einer SMC herzustellen. Die SMC Typ A wird typischerweise als Plug-In Karte im Kartenlesegerät verwendet. (veraltet)
2. Typ B enthält neben den Funktionen des Typ A zusätzlich auch ein Zertifikat und Schlüssel für die Authentifikation der Institution in der Telematikinfrastruktur, ein Zertifikat mit Schlüssel für die Signatur von Nachrichten, die von dieser Institution versendet werden, sowie ein Zertifikat und Schlüssel zur Ver-/Entschlüsselung von Nachrichten an diese Institution. Die SMC Typ B wird u. a. vom Konnektor verwendet.

## Security Module Card Typ B
Der Security Module Card Typ B (abgekürzt SMC-B, auch elektronischer Praxisausweis) ist eine Chipeinheit in Scheckkartenformat (Smartcard), die die Teilnahme an der Telematikinfrastruktur (TI) im deutschen Gesundheitswesen ermöglicht.

### Funktion
Mit dem elektronischen Praxisausweis können sich Krankenhäuser, Zahnarztpraxen, Arztpraxen, Psychotherapeuten und Apotheken seit Dezember 2017 gegenüber der vom öffentlichen Internet unabhängigen Telematikinfrastruktur als berechtigte Benutzer ausweisen und den Onlineabgleich der Versichertendaten auf der elektronischen Gesundheitskarte (eGK) der zweiten Generation (G2) mit den bei der Krankenkasse registrierten Daten vornehmen (Versichertenstammdatenmanagement VSDM). Auch für zukünftige Anwendungen wie das Auslesen besonders geschützter Daten auf der elektronischen Gesundheitskarte ist die SMC-B vorgesehen.
Rechtsgrundlage sind § 291a und § 291b SGB V, die mit dem 2015 im Deutschen Bundestag beschlossenen Gesetz für sichere digitale Kommunikation und Anwendungen im Gesundheitswesen sowie zur Änderung weiterer Gesetze in das Fünfte Buch Sozialgesetzbuch eingefügt worden waren.   Herausgeber sind die Kassenzahnärztlichen und Kassenärztlichen Vereinigungen der einzelnen Bundesländer.

### Technik
Mit der Security Module Card Typ B-Karte (SMC-B) registrieren sich die Karteninhaber als medizinische Einrichtung, damit der Konnektor eine Verbindung zur TI aufbauen kann. Die Karte wird bei der Installation der TI-Technik in eins der Kartenterminals gesteckt und über eine PIN freigeschaltet.

### Kartenherstellung
Zu den zugelassenen Anbietern zählt die Bundesdruckerei GmbH mit ihrer Tochtergesellschaft D-TRUST GmbH und die medisign GmbH.

## Geschichte
Die Idee der SMC stammt aus den Überlegungen der Apothekerschaft, die identifiziert hat, dass im regulären Zugriff auf elektronische Rezepte in einer Apotheke der ausschließliche Zugriff nur durch den Apotheker unzureichend ist. Auch das Apothekenpersonal muss die Möglichkeit haben auf das Rezept zugreifen zu können. Hierfür müsste entweder jeder Mitarbeiter mit einer persönlichen Karte ausgestattet werden, was mit hohen Kosten verbunden ist. Alternativ wird diese Berechtigung für eine Einrichtung des Gesundheitswesens gegeben (z. B. der Apotheke), für die dann der Inhaber verantwortlich ist, der wiederum seinen Mitarbeitern den Zugriff hierüber ermöglichen kann.
Eine technische Beschreibung der SMC ist in der Spezifikation des Heilberufeausweises enthalten, die u. a. von Apothekerschaft, Ärzten, Zahnärzten und weiter entwickelt wurde. 
Nach den bisherigen Spezifikationen der gematik GmbH ist für den Zugriff auf alle Daten der Telematikinfrastruktur immer das Vorhandensein der SMC Voraussetzung.
Für die Ausgabe der SMC werden die Kassenärztliche Bundesvereinigung (für die Ärzte, auch Privatärzte), die Werbe- und Vertriebsgesellschaft Deutscher Apotheker mbH (für die Apotheker) und die Kassenzahnärztliche Bundesvereinigung (für die Zahnärzte) die Verantwortung erhalten, die beim Ausgabeprozess sicherstellen müssen, dass nur Berechtigte eine SMC erhalten können.